# Constitution centrafricaine de 2004
Pour les articles homonymes, voir Constitution de la République centrafricaine.
Lire en ligne

Consulter

Charte de la transition centrafricaine (2013)
La Constitution de la République centrafricaine est la septième Constitution adoptée le 5 décembre 2004, promulguée le 27 décembre 2004 par le décret no 04-392 et suspendue par l'Acte constitutionnel no 1 du 26 mars 2013. 

## Suspension du 26 mars 2013
La Constitution de la VIe République est suspendue par l'acte constitutionnel n°1 du 26 mars 2013, à la suite de la prise du pouvoir par la Seleka, le 24 mars 2013. Après l'intervention des chefs d'État d'Afrique centrale, un Conseil national de transition représentant les forces vives du pays est formé et une Charte constitutionnelle de transition adoptée. Elle est promulguée par le président Djotodia le 18 juillet 2013.

## Sources

## Compléments